# Skjortklänning

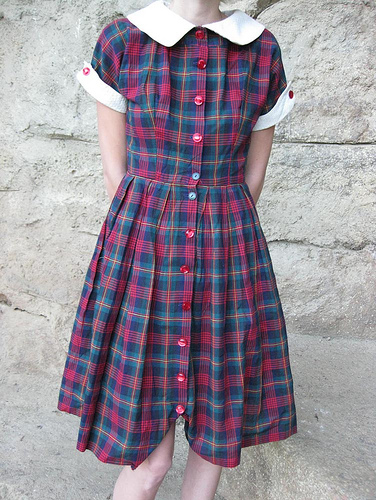
En skjortklänning i 50-talsstil.

Skjortklänning eller skjortblusklänning är en klänning som påminner om en skjorta eller blus med kjol. Den lanserades av Balenciaga 1939, men blev mode först 1956.